# Dictyophara manchurica
Dictyophara manchurica är en insektsart som först beskrevs av Kato 1932.  Dictyophara manchurica ingår i släktet Dictyophara och familjen Dictyopharidae. Inga underarter finns listade i Catalogue of Life.